# Марія Буякова
Марія Яніна Софія Ломницька-Буякова (пол. Maria Janina Zofia Łomnicka-Bujakowa; 12 травня 1901, Коломия — 22 січня 1985, Косьцелісько); також відома як Марія Буякова — польська художниця з художнього текстилю, педагогиня та організаторка ткацтва та мистецької освіти на Підгаллі. Учасниця мистецьких змагань на літніх Олімпійських іграх 1948 року в Лондоні.

## Життєпис
Марія Буякова народилася 12 травня 1901 року в Коломиї в сім'ї Ярослава Ломницького та Софії з роду Васунг. 
Із 1904 року вона мешкала у Львові. З 1912 року вона навчалася у восьмирічній приватній жіночій гімназії імені Юліуша Словацького. У 1919 році, після смерті матері, вона опікувалась двома молодшими братами, Збігнєвом та Адамом. Після успішного складання іспиту на звання зрілої людини у 1921 році, у 1923 році вона почала навчатися на факультеті художньої промисловості Державного технічного училища у Львові, який закінчила у 1927 році. Спочатку вона була студенткою-одиночкою, а в 1925 році вступила. У 1926 році вона вивчила фарбування тканин у фарбувальній лабораторії Торгово-промислової палати у Львові. Того ж року вона пройшла річний курс у Віденському університеті прикладних мистецтв.  Вона отримала диплом Варшавської академії образотворчих мистецтв у галузі унікального текстилю у 1961 році.
У 1926 році, після повернення з Відня, Буякова працювала в килимарні, яку очолила Ірена Петцольд-Давідова. Вона розробляла тканини та фарбувала вовну. Її роботи були високо оцінені за художню цінність, винахідливість та якість виконання. З 1926 року вона також організовувала шкільні майстерні та викладала малювання, мереживництво, вишивку та кравецьке мистецтво. Спочатку вона працювала на цій посаді в Державній професійній школі для дівчат у Львові, а з 1932 року також у Державній професійній школі. Одночасно виконувала замовлення, розробляла тканини та прикладну графіку. З 1930 року співпрацювала з художнім кооперативом "Ład".
У 1935 році вона почала працювати в Державній промисловій школі для дівчат у Варшаві. Крім того, з 1934 по 1937 рік вона була художнім керівником кооперативу "Ініціатива" для випускниць ремісничих шкіл. Вона керувала навчанням та проектами з вишивання. З 1937 по 1939 рік вона була директором Державної кравецької середньої школи у Варшаві. У Варшаві вона продовжувала співпрацю з кооперативом "Ład". У 1936 році її роботи були представлені на виставці "Інтер'єрне мистецтво" в Інституті пропаганди мистецтва у Варшаві. Вона також керувала підготовкою трисекційної тканини Яна III Собеського, розробленої Мечиславом Шимановським, у рамках конкурсу тканин для Міжнародної виставки в Парижі 1937 року. Робота отримала Гран-прі . Вона продовжувала свою професійну діяльність під час Другої світової війни у Львові.
Після війни вона оселилася в Закопаному. Її запросили на місцеве відкриття кооперативу «Ład». Вона переїхала в серпні 1945 року. Була там вчителькою, а з 1946 по 1969 рік - директоркою Закопанської школи мережива, перетвореної в 1962 році на технікум художнього ткацтва імені Гелени Моджеєвської. Її численні контакти дозволяли молоді готуватися до професії та практики. У 1962 році вона заснувала експериментальний технікум художнього ткацтва. З 1945 року вона працювала дизайнеркою для відділу художньої промисловості комунального кооперативу «Samopomoc Chłopska» в Закопаному. У 1948 році взяла участь у мистецьких змагань на літніх Олімпійських іграх 1948 року в Лондоні. З 1946 по 1984 рік вона була пов'язана з Закопанською візерунковою майстернею під керівництвом Цепелії як художній керівник відділу ткацтва та вишивки. У 1950 році, коли фабрики були включені до кооперативу, Буякова взяла на себе керівництво командою ткачів. У 1959 році вона стала консультантом та дизайнером кооперативу. Спочатку вона співпрацювала над дизайном тканин з іншими художниками, такими як Міхал Биліна («Олімпіада», 1948) та Тадеуш Бжозовський («Бігуни», 1955; «Оліфант», 1957). З 1960-х років вона створювала індивідуальні роботи. У них домінували колір та вишивка вовною або льоном. Вона створювала вишивку, мереживо та унікальні тканини – наприклад, монументальні вишиті гобелени та килими, в яких використовувала регіональні візерунки з Підгалля.
З 16 червня 1934 року була одружена з Якубом Буяком. Після одруження переїхала до Варшави. У 1935 році народила доньку Магдалену, а в 1938 році — сина Лукаша.
Під час Другої світової війни вона спочатку жила у Львові з двома дітьми, а з 1943 року — з родиною чоловіка в селі поблизу Тарнува.
Вона померла 22 січня 1985 року в Косьцеліську. Похована на Заслуженому кладовищі у Пенксовому Бжижеку в Закопаному (сектор L-II-12).